# Pierrette Sarran
Pour les articles homonymes, voir Sarran.
Pierrette Sarran, née Lanusse à Perchède le 6 novembre 1930 et morte le 22 juin 2012 à Toulouse, est une chef cuisinière française.
Elle est chef de l'Auberge de Bergerayre à Saint-Martin-d'Armagnac de 1981 à 2012, où, personnage charismatique, elle est reconnue comme une «grande dame de la cuisine» et une ambassadrice de la cuisine gasconne. Elle apparaît à la télévision dans l'émission Ciel mon mardi ! de Christophe Dechavanne.
Elle est la mère du chef Michel Sarran qu'elle a poussé à se tourner vers la gastronomie.

## Biographie
Pierrette Madeleine Lanusse naît dans le Gers à Perchède, près de Nogaro. Elle est l'aînée d'une famille de quatre enfants. Sa mère Fernande décède en 1942, alors que la famille est installée en Gironde. Pierrette, à onze ans et demi, reprend les tâches ménagères. Elle quitte le collège d'Aire-sur-l'Adour et part en école hôtelière à La Baule.
Elle épouse Bernard Sarran, agriculteur dans le Gers qui n'accepte pas qu'elle travaille à l'extérieur. Elle travaille donc avec lui dans la ferme de ses beaux-parents. Elle prend en charge la cuisine et nourrit toute la famille qui s'agrandit avec l'arrivée de ses enfants Patrick, Gilles et Michel.
Voyant d'autres femmes faire carrière dans la cuisine dans la région (Simone Daubin à Montréal-du-Gers, Huguette Méliet à Eauze et Maïté à la télévision), elle ouvre à cinquante ans sa table d'hôtes dans la ferme familiale en 1981. La ferme devient l'auberge de Bergerayre. Le fils aîné de Pierrette, Patrick Sarran, designer de meubles, fabrique les tables de l'auberge. Le benjamin Michel Sarran, étudiant en médecine, vient travailler en salle les weekends avant de travailler à plein temps et passer neuf mois en cuisine à partir de l'été 1981.
En 1982, elle rencontre le chef Alain Ducasse, 27 ans à l'époque et deux étoiles Michelin. Elle le persuade d'embaucher son fils Michel, à l'époque commis dans un restaurant italien. Ce geste lance la carrière de Michel Sarran dans la gastronomie.
Dans son auberge elle reçoit les chefs étoilés voisins André Daguin et Michel Guérard. Un jour, André Daguin lui dit «qu'il est temps de se lancer» et Pierrette Sarran convertit la ferme-auberge en restaurant en 1988.
En 2002, l'établissement est crédité de deux fourchettes au guide Michelin.
La spécialité de Pierrette Sarran est la tourtière, qu'elle a apprise à réaliser à 14 ans, qu'elle agrémente de beurre et d'armagnac, et dont elle enseigne la recette à l'école hôtelière de Toulouse en 2009. Elle «excellait» sur la cuisine du foie gras.
Le succès de son fils lui permet de présenter sa célèbre tourtière à Paris, en Espagne et au Japon.